# Théâtre en Corée
Le théâtre en Corée ou théâtre coréen est un théâtre de performances qui a été fait à l'origine dans une cour, mais qui est maintenant passé aux performances. Le théâtre coréen est joué dans la langue coréenne, et est généralement composé de peuple coréen. Elle prend de l'importance dans la Corée Ancienne. Le théâtre coréen reste dynamique aujourd'hui et gagne en popularité dans le monde entier.
Le théâtre coréen avant le XXe siècle était plus des performances que des drames. Il n'y avait pas de drames axés sur l'intrigue, et toutes les présentations performatives, y compris la danse, le rituel de chaman, et le cirque, ont été appelés nolum (놀음) ou yeonhee (연희), ce qui signifie « jouer ».
Jusqu'au XIXe siècle, les deux principales formes de théâtre public coréen étaient le talchum (탈춤) et le pansori (판소리). Talchum signifie littéralement « danse des masques ». Plusieurs interprètes portent des masques et interprètent des textes vagues à travers la danse, le dialogue et le chant. La plupart des pièces mises en scène étaient des satires, car les interprètes pouvaient cacher leur identité. Le pansori est une forme de narration. Il y a un interprète central qui, à travers le dialogue et la chanson traverse toute une histoire et un autre interprète qui ajoute du rythme et de l'ambiance à l'histoire tout en battant sur un tambour et en mettant des sons verbaux (chuimsae, -추임새). Ni le talchum, ni le pansori n'ont de script fixe, ils étaient à l'époque transmis oralement de génération en génération.
Après que la Corée a ouvert ses portes aux pays étrangers à la fin du XIXe siècle, le premier théâtre intérieur moderne, le [yopyul-sa (협률사) a été construit en 1902, et les « nouvelles pièces » (singeug, 신극) ont commencé à apparaître. Les « Nouvelles pièces » était le terme coréen utilisé pour le drama occidental à cette époque. L'étape proscenium a été introduite grâce à Shakespeare, et il y avait un mouvement parmi les praticiens du théâtre pour définir une ligne entre le théâtre traditionnel coréen et la nouvelle vague. Aujourd'hui, la forme traditionnelle des « trésors nationaux vivants » sont des personnes sélectionnées par le gouvernement qui maîtrisent les arts traditionnels et qui reçoivent un financement pour leur succession.
Le théâtre coréen contemporain a trois directions principales. D'abord, il y a les théâtres financés par le gouvernement tels que le Théâtre National de Corée et le Centre des Arts de la Scène de Séoul. Le répertoire principal se compose de théâtre traditionnel coréen et de classiques tels que Shakespeare et Tchekhov. La deuxième direction se produit à Daehakro (대학로), le off-Broadway ou off-off-Broadway de Séoul, en Corée du Sud. La plupart des pièces sur Daehakro sont indépendantes et expérimentales. La dernière et la plus grande direction est celle du théâtre populaire. De nombreuses entreprises construisent de grands espaces théâtraux à Séoul, principalement utilisés pour mettre en scène de grandes comédies musicales et des traductions de Broadway. Mais si ces trois catégories peuvent vous donner une idée du théâtre coréen moderne, il convient également de rappeler que les trois sont souvent confondues. Ainsi, vous pouvez trouver des pièces expérimentales dans des théâtres d'entreprise et des comédies musicales de Broadway sur Daehakro. Le théâtre coréen s'est répandu dans le monde entier et prend de l'ampleur dans d'autres pays comme l'Australie, les États-Unis et l'Angleterre. Les thèmes incluent des versions modernisées et retravaillées du théâtre coréen traditionnel, souvent mélangées à du mélodrame.
En Corée, les rituels liés au chamanisme et au totémisme ont commencé et s'est développé en pièces de théâtre dans la société agricole. Cet article expliquera le développement du théâtre coréen.

## Période des Trois royaumes en Corée

### Musique de Goguryeo
C'est un art du spectacle de Goguryeo, si artistique qu'il a été inclus dans les divisions Sept Bugi (七部伎), Neuf Bugi (九部伎) et Dix Bugi (十部伎) des dynasties Sui et Tang de Chine. (le Dix Bugi est dit un spectacle d'arts de la scène qui est composée de dix pièces créé par le roi Taejong lui-même de la dynastie des Tang entre le 11e et le 16e (637-642) à Jeonggwan. On l'appelle aussi autrement avec le mot duodenum). La musique Goguryeo a son propre aspect, qui est différent de la musique occidentale. En d'autres termes, la musique Goguryeo a initialement été inspirée par la musique occidentale, mais elle semble avoir évolué en conjonction avec la musique traditionnelle Goguryeo et la nouvelle musique établie. De plus, Goguryeo avait des instruments de musique occidentaux et des masques, donc les noms Baekje et Silla de la musique a disparu du Japon et ont été initiés au nom de Goryeoak (高麗樂, Komogaku). Hoseonmu est un ambassadeur du chant de Goguryeo. Le hoseonmu de Goguryeo est un jeu dans lequel les joueurs se tiennent debout sur une balle et la font tourner aussi vite que le vent. Cependant, Hoseonmu n'incluait pas nécessairement la danse sur le ballon. Il pouvait être exécuté sur le sol, mais il impliquait un danseur qui tournait vite comme le vent,.

### Musique de Baekje
C'est en 554, que quatre musiciens de Baekje ont été envoyés au gouvernement japonais pour leur enseigner le Hoengjeok (횡적), le Gunhu (군후), le Makmok (막목) et la danse. Puis en 612, Mimaji (미마지), un homme qui venait de Baekje, a appris au Japon une musique instrumentale qu'il a connu des Cinq royaumes de Chine. Le Gunhu qui a été enseigné par les musiciens de Baekje s'est avéré être du Geomungo, tandis que Makmok (막목) était en fait du DoPiPiri (도피피리), mais aussi que la musique instrumentale qui a été apprise par Mimaji était un type de jeu avec des masques comme le jeu de Sandaedogam coréen (삼대도감놀이) ou la danse du masque de Bongsan (봉산탈춤). Le masque de la danse de Giak (기악무) est en cours de livraison à Tōdaiji, au Japon.

### Musique de Silla
C'est Silla qui a unifié les trois royaumes vers la fin du VIIe siècle et qui a réuni la musique de Gaya, Baekje et Goguryeo, dont la plupart qui a été transmise aux générations suivantes sous la forme de la musique de Silla. Bien qu'il y ai plusieurs détails sur Gammu Baek-hee, qui a joué à Palgwanhoe, ne soient pas connus, les événements restants du disque incluent Gummu (= danse de l'épée), Muaemu, Cheoyongmu et Ogi.
| Type               | Origine                                                         |
| ------------------ | --------------------------------------------------------------- |
| La danse de l'épée | Jeu de Donggyeong / une note de littérature sur l'élargissement |
| Muaemu             | L'Occident et autre ont utilisé beaucoup de mots non verbaux    |
| Cheoyoungmu        | Silla                                                           |

La Danse de l'épée (검무, RR : Geommu) est appelée la « Danse Hwangchang » (황창무à, et est dérivée du « jeu Donggyeong » (동경잡기) et « une extension de la note littéraire » (증보문헌비고), raconte qu'un garçon de sept ans nommé Hwang Chang-rang de Silla a tué le roi Baekje sous le couvert de la danse de l'épée et a été tué par le peuple Baekje, alors Silla a mis un masque à contrecœur et l'a arrêté en imitant sa danse. Cependant, on suppose que du vrai soldat, Gwanchang, est en fait un vrai héros. On peut voir que la « danse de l'épée » (검무) n'est pas seulement une danse de l'épée, comme une simple quête de combat ou un jeu d'épées de dragon, mais une danse de masque plus théâtrale qui porte le masque Gumhui (검희). La danse de l'épée est passée du secteur privé à la cour sous le règne du roi Sunjo de la dynastie Joseon, et a été transmise par les courtisans jusqu'à la fin de la dynastie Joseon[réf. nécessaire].
Même après être entré dans le palais, il a utilisé une épée non portée et était donc sans épée, et il portait un manteau et a levé l'épée, mais Mutae a été changé en une douce marche de Yeommu que la chevalerie comme un mumu.
Quant à l'origine de la danse de Muae (muae-mu ; 무애무), il y a une histoire de performance liée à Wonhyo (원효) dans « L'Histoire des Trois Royaumes », mais Goryosa (고려사) et « Les Trésors des Mauvaises études » révèlent que la « danse de Muae » (무애무) est originaire de l'Occident et utilisait beaucoup de mots non verbaux. De plus, la danse est décrite comme une danse dans laquelle différents tissus de soie colorés sont agités au-dessus d'un sifflet et de différentes couleurs des pas de danse, mais on peut voir que la danse précédente a été exécutée comme instrument de musique de cet endroit. adapté de la peinture bouddhiste au divertissement. Muae-mu est passé à 12 personnes au cours des périodes du Goryeo et de Joseon, et les paroles de la famille Bouddhiste, qui a été chantée en dansant, a également été remplacée par une chanson pour célébrer la prospérité de la famille royale. Des documents tels que les Chroniques du roi Sejong du 16 août indiquent que la danse était très agréable non seulement à la cour impériale mais aussi au temple.[réf. nécessaire].

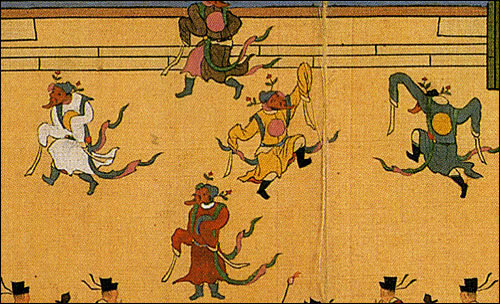
Danse de Choeyong.

Cheoyongmu (danse de Cheoyong), est l'une des danses royales qui est jouée sur scène de nos jours, mais elle était à l'origine une danse qui était exécutée pour chasser les mauvais esprits de la cour royale annuelle et pour prier la paix ou pour bonne chance dans Narye, c'est un rituel qui a pour but d'exorciser les mauvais esprits pour la veille du Nouvel An du calendrier lunaire. Dans la mer Orientale (龍王), le fils d'une personne atteinte de variole Cheoyong (處容), grâce à la danse et le chant de la déesse de la variole qui le portent (疫神), de base la femme humaine était originaire de la Corée du Sud. Un Cheoyongmu est basé sur la direction du Cheval donc soit du nord, du sud, de l'est et de l'ouest ou du centre (五方) qui symbolisent les cinq couleurs de la robe jaune, rouge, noire, bleue et blanche. Les hommes dansent[réf. nécessaire].
Les danseurs portent de la bouillie de haricots rouges avec des dents blanches, des boucles d'oreilles en étain et des colliers de satin noir sur des perles de plomb, et sur leurs beaux-parents il y a deux fleurs de pivoine et sept pêches, dans le but d'éloigner les mauvais esprit et ainsi d'apporter les bonnes énergies. Le Cheoyongmu est luxueux et vivant à travers différentes formes, de l'accompagnement rythmique et des chansons lyriques colorées avec des inserts occasionnels. Le Cheoyongmu incarne la philosophie confucéenne représentée par le Cinq-Hingseol, et fait également partie d'une croyance populaire plus large entourant le Cheoyong, y compris la croyance populaire selon laquelle une relation réciproque avec le Yeosung peut être transcendée. . Le processus de production de Cheoyong Tal est également une occasion précieuse de voir les compétences des artisans traditionnels[source insuffisante].

## Dynastie Goryeo

### Drame coréen masqué
Dans le 33e volume du Mokgeunjip (목건집) de Yi Saek (이색) (1328-1396) à la fin de la dynastie Goryeo, le drame historique de Dongdaemun (동대문) la porte du palais n'a jamais été vue auparavant. Il faut comprendre qu'il n'est pas placé pour la première fois à ce moment, mais un nouvel aspect qui n'a pas été vu auparavant. À la fin de la dynastie Goryeo, le jeu de Baekhee (백희잡기) a atteint un niveau plus élevé que la période précédente, et cela s'appelait le Sandaejapgeuk. [réf. nécessaire]

### Nuo opéra
Changsha et Ai Chorani ont performé eux-mêmes leurs masques et l'exorcisme, et après la cérémonie, de nombreux musiciens ont performé dans la deuxième partie pour interpréter la performance de Gamu Baekhee (가무백희). Outre les acrobaties, telles que Obang Gwimu, des acrobaties telles que la déglutition de feu, les jeux de masques occidentaux, les jeux chinois Dapgyo (답교), Cheoyongmu (처용무) et Baeksumu (백수무) ont toutes eu lieu, et toutes sauf les acrobaties et daegyo (답교) sont faites dans des danses ou des danses masquées. Les personnages du jeu de masques sous la dynastie Goryeo sont très divers.

### Cérémonie de bon augure
C'est Cho-hee qui a montré le début du style de peinture traditionnel coréen avec une pièce centrée sur la blague et pas seulement danser. En avril 1165 (la 19e année du règne du roi Uijong), divers jeux populaires comprenaient des jeux sacrificiels cérémoniels dans lesquels des eunuques de gauche à droite construisaient des maisons dans le cadre d'une compétition et des résidents étrangers venaient à Goryeo pour rendre hommage.

## Dynastie Choseon

### SanDaeNaHee
Pendant la dynastie Joseon, lorsque la politique a été adoptée, des cérémonies telles que Yeondeunghoe (festival des lanternes du lotus) et le Palgwanhoe de Goryeo n'ont pas été héritées, mais Sandaejapgeuk et Narye ont été héritées et sont devenues plus populaires. Durant la Dynastie Joseon, Narye Dokgam ou Sandae Dokgam gèrent Narye, de sorte que les noms sont mélangés avec Sandae Japhui, Sandae Narye et Nahee.
Cela s'est également produit sous le règne de Gye-dong Naryeui, sous le règne du roi Bumyo, sous le règne du Rituel à Jongmyo, sous le règne d'Alseong et d'autres événements, et dans la période qui a suivi l'accueil des émissaires chinois, sous le règne d'Antai, pendant le règne du roi Jinpung, et pendant de nombreuses nouvelles occasions de thanksgiving.[réf. nécessaire]
Dans le livre Chosunbu, consulté en mars 1488 (la 19e année du règne du roi Seongjong), le Jihui de Seonghyeon fait référence aux têtes d'animaux tels que Tohwa et Gomnori, Mudong, Geundu, Jultagi et Jukma, parmi le contenu du Mont Narye qu'il a vu en 1488 (19e année du règne du roi Seongjong).[réf. nécessaire]

### Pansori
Le 24 décembre 1964, le pansori a été désigné comme le Bien Culturel Immatériel de Propriété (maintenant devenue le Bien Culturel Immatériel National) n°5, puis par la suite le 7 novembre 2003, il a été sélectionné comme « Patrimoine immatériel de l'humanité » par l'UNESCO.
Le pansori est un genre d'art folklorique qui s'est développé sur le pilier principale de la musique unique qui vient de la région de Namdo et ce depuis le milieu de la dynastie Joseon, et est chanté par un clown pendant quelques heures à Changgeukjo avec un certain contenu et des gestes au rythme de l'air d'un maître.
Basé sur des mélodies coréennes locales, le pansori passe aux sept rythmes de Jinyangjo, Jungmori, Gagok 881, Jajinmori, Hwimori, Umori, Eotmori et Eotjungmori, tout en augmentant l'effet dramatique avec Aniri et Balim, se réfère uniquement à la ligne à ce moment-là. L'origine du pansori était à l'époque du roi Sukjong de la dynastie Joseon, lorsque diverses cultures folkloriques communes ont commencé à prospérer, y compris Chunhyangga, Simcheongga, Heungbu (Park Taryeong), Tobyeolga (Sugunga: Rabbit Taryeong), Jeokbyeokga, Jangki Taryeong et Byeongangsooryeong. Au fur et à mesure que le chant de la chanson devenait populaire en raison de la diffusion du style de chant de la chanson, des maîtres chanteurs tels que Han Ha-dam, Choi Seon-dal et Wu Chun-dae sont apparus pour interpréter les bases du pansori pendant et après le règne du roi Sunjo, et après le règne du roi Sunjo, Gosugwan, Song Heung-rok, Yeom Gye-dal, etc.. À la fin de la dynastie Joseon, Shin Jae-hyo a réorganisé le système jusque-là et a converti 12 madangsori en 6 madangs, dont Chunhyangga, Simcheongga, Baktaryeong, Garujigi Taryeong, Rabbit Taryeong et Jeokbyeokga, afin que les clowns puissent ressentir la grandeur. . Littérature et phrases. De plus, il y a la famille Yi Sun-yu, manquant Byeongangsoe Taryeong des six phrases Pansori, et ce sont les cinq phares Pansori restants. À l'origine, le pansori a débuté dans la région du centre-sud, il y a donc de nombreux clowns qui sont venus de Jeolla-do, et il est chanté depuis près d'un siècle depuis Shin Jae-hyo. Après le temple Wongaksa à Gwangmu, le pansori a été produit sous la forme de Changgeuk sous la forme de Changgeuk, mais il était complètement différent du pansori.
| Type                                                  | Caractéristiques | Image |
| ----------------------------------------------------- | --- | ----- |
| Garu Jigi Ta-ryeong (ballade traditionnelle coréenne) | L'une des six phrases, un pansori adapté par Shin Jae-hyo. Parmi les six madangs, c'est l'œuvre la plus exotique de toutes, avec la représentation d'un château nu et une obscénité flagrante dans le premier épisode.                         |       |
| Gourd Ta-ryeong (ballade traditionnelle coréenne)     | Pansori, l'un des six madangs, a prospéré à la fin de la dynastie Joseon. Aussi appelé Heungbu Taryeong, Heungbuga, Heungboga. |       |
| Sugungga                                              | L'une des six phrases, pansori par Shin Jae-hyo. L'histoire est basée sur une rumeur selon laquelle les habitants de Silla devaient retourner sur le continent avec une farce intéressante.                                                    |       |
| Simcheongga                                           | L'un des six madangs, le pansori inconnu de la dynastie Joseon. Simcheong, une fille filiale, dramatise l'histoire de son père, qui est un petit policier, se vendant à 300 places à Gongyangmi, et ouvrant enfin les yeux.                    |       |
| Jeokbyeokga                                           | C'est l'un des six madangs, et il est fait de l'histoire de la Falaise rouge, qui a été faite par Guan Yu de Chine nommée « Les Trois Royaumes de Corée », qui a ouvert la voie pour s'échapper sans tuer le Cao assiégé sur l'île de Huayong. |       |
| Chunhyangga                                           | L'un des six madangs, la date de production est estimée entre 1867 et 1873. Il en existe trois types: Namchang, Yeochang et Dongchang. Parmi eux, Dongchang Chunhyangga est largement appelé.                                                  |       |
| Gangneung Maehwa                                      | Pansori, qui est l'un des 12 madangs, est une compilation éditoriale des contes de Bae. On estime que l'histoire de Bae a été dramatisée comme un éditorial en pansori sous le règne du roi Jeongjo.                                           |       |
| Taryeong Non Souillé                                  | L'un des douze madangs, l'histoire est une version dramatique de l'histoire d'un gisaeng qui aime grandir. |       |
| Baebi-jang Ta-ryeong                                  | Pansori, qui est l'un des 12 madangs, est une compilation éditoriale des contes de Bae. On estime que l'histoire de Bae a été dramatisée comme un éditorial en pansori sous le règne du roi Jeongjo.                                           |       |
| Suk-yeong Nangja Ta-ryeong                            | C'est l'un des 12 madangs et est inclus dans le Chosun Changgeuksa de Jeong No-sik, qui a été construit à l'époque coloniale japonaise. |       |
| Obstination Ta-ryeong                                 | L'un des 12 madangs est une compilation d'un conte populaire selon lequel un moine bouddhiste, qui est un homme avare et têtu d'onggwacheong, mène la vie du ruisseau Gaegwacheon.                                                             |       |
| Faisan coq Ta-ryeong                                  | L'un des 12 madangs, Pansori, qui est inconnu de l'auteur et du régiment. L'ancien roman Jangkijeon, qui est une satire des idées confucéennes du « Couple immortel des femmes » en personnifiant les faisans, a été transformé en dramaturge. |       |

### Drame folklorique coréen

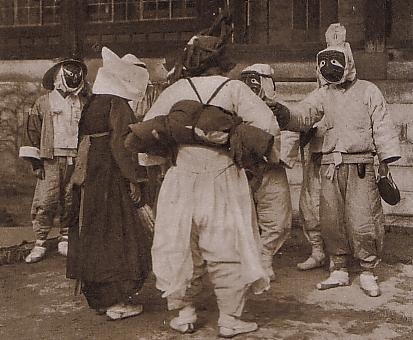
Drame folklorique coréen.

On peut prétendre que les pièces folkloriques dérivent de divers rituels religieux, tels que les rites agricoles et funéraires. En Corée, de tels exemples sont les styles théâtraux originaires de Pungnong, Pungoje (Dongje, etc.) et Sangjerye, etc. et s'est développé en divertissement. En d'autres termes, les marionnettes folkloriques, le théâtre d'ombres, le pansori, etc. inclus dans ces œuvres folkloriques, y compris les œuvres de mascarade. Il y a d'autres choses à inclure dans les œuvres folkloriques, comme le nongak, la pagaille ou le japoknori. C'est parce que l'exorcisme coréen a un fort côté artistique, il y a donc de nombreux éléments de jeu de masques et des éléments dramatiques avec des thèmes distincts.
Ainsi, le jeu folklorique fait référence à une forme précoce de style théâtral de bon augure. Il se caractérise donc par un accent mis sur l'expressivité, comme la danse et le mime, plutôt que sur la littérature. C'est pourquoi les pièces folkloriques sont incluses dans la littérature gubi. Les œuvres folkloriques sont intéressantes car elles sont toutes emportées dans le cadre du festival.

## Théâtre moderne

### Création du Théâtre et du Nouveau mouvement dramatique
Lorsqu'on parle de drames coréens modernes, il faut d'abord parler de l'implantation du théâtre, car les pièces classiques sont des pièces folkloriques sous forme de scène en plein air, mais ce n'est pas le cas après l'ouverture de la scène en plein air, le caractère moderne de la pièce est développé. Le théâtre a été créé pour la première fois en 1902 sous le nom de Hyeopryulsa, la compagnie de théâtre impériale, qui a été créée pour célébrer le 40e anniversaire de l'ascension de l'Empereur Gojong. Hyeopryulsa a coutumier une forme intégrale rabat 170 foule de masse le pays, y parmi des maîtres, des chanteurs et des danseurs.
Dans l'organisation exclusive dirigée par Kim Chang-hwan, presque tous les meilleurs performeurs et chanteurs étaient présent, y compris Song Man-gap, Lee Dong-baek, Kang Yong-hwan et Heo Geum-pa. Pratiquant à l'origine pour la célébration de la famille impériale, ils ont changé le temple de Hyeopryulsa en théâtre général après sa perte en raison de diverses circonstances. Après cela, divers problèmes de moralité ont surgi et le mandat de Lee Pil-hwa s'est terminé après trois ans et demi. Ensuite, Hyeopryulsa a été rouvert en tant que théâtre de location privé appelé Wongaksa en juillet 1908. Le temple de Wongaksa, dirigé par Lee Dong-baek, comptait 64 membres, dont 40 hommes et 24 femmes, tous maîtres et maîtres chanteurs. Ils sont passés du pansori au dialogue de style floral, puis ont chanté franchement et ont évolué en Changgeuk qui a évolué en Changgeuk. Cela s'appelait Sinyeongeuk parce qu'il était plus récent que le pansori traditionnel, et en novembre 1908, Eun Segye de Yi Injik s'appelait Sinyeongeuk et était largement joué au temple Wongaksa.
Quant à Eun Se-gye, il n'est pas clair s'il s'agit du drame de Chang-geuk ou de Shin (pa), car il existe des points de vue contradictoires sur le fait que cela ne peut pas être considéré comme le point de départ d'un nouveau drame. qu'il s'agit d'une nouvelle série télévisée. commencer une nouvelle pièce. Cependant, il est clair que le temple Wongaksa est le lieu de naissance de Changgeuk et a servi de théâtre important pendant plus de deux ans.

### Premier feuilleton d'opéra
Le mouvement Changgeuk, qui était centré de base sur le temple de Wongaksa, mais il a fini par être repoussé dans les provinces et le théâtre Sinpa a executé sa place. En se concentrant sur Séoul avant et après la signature du traité d'Eulsa en 1905, environ 150 000 résidents japonais y vivaient. Lorsqu'ils ont construit des théâtres comme Sujwa, des troupes d'opéra à grande échelle ont afflué dans le théâtre et ont joué une pièce contre les Japonais, où le Coréen Im Seong-gu a appris un nouvel opéra et a fondé une première compagnie de théâtre en décembre 1911. Depuis ce temps-ci, il y a plus de 10 compagnies de théâtre, dont Mun Su-seong de Yoon Baek-nam et Yoo Il-dan de Lee Gi-se, qui ont inauguré l'ère du théâtre Sinpa.
Le mélodrame néoclassique est facilement entré dans le cœur du public grâce aux théâtres qui ont traduit des œuvres japonaises dans le style coréen et mis en scène, dans la frustration de perdre leur maison, ils ont obtenu le succès larmoyant. Comme en témoignent les titres d'œuvres telles que Jangangmong, Bulnyeo Gwi et Ssangokru, la tragédie domestique est courante et les traductions d'œuvres japonaises abondent. Ils semblent avoir une vision théâtrale très pragmatique et légère, mais en réalité ils ne sont qu'une expression émotionnelle très pré-moderne. Une telle loyauté, reconnaissance, conflits conjugaux et amour sont extrêmement préjudiciables à la conscience moderne et à la conscience civique du public. En d'autres termes, ce n'est rien de plus que de transmettre les larmes que les Japonais ont versées dans le passé dans des conditions féodales à notre pays. Au départ, quand Gold Night Cha a été traduit par Jangmong (Jo Jung-hwan), tragédie familiale typique des drames de néo-fiction japonaise, réunir les deux personnages principaux était très country coréen, contrairement à l'original. au départ, mais peu à peu changé l'état d'esprit du peuple coréen en tombant dans le sentiment des Japonais.

### Le début d'une pièce moderne
Comme ci-dessus, le feuilleton des importations directes du Japon, qui a connu les années 1910, a rapidement décliné autour du mouvement du 1er mars. Cela s'explique par deux raisons principales : le feuilleton lui-même a cessé d'être développé en tant qu'art populaire, et la seconde est qu'il a été ravagé par des vestiges du sentiment pré-moderne, selon la perception générale du pays. Alors les nouveaux venus de la scène ont commencé à sillonner les provinces après l'échec du dernier plan d'auto-sauvetage, ce qui devient par la suite une série. D'autre part, les étudiants internationaux qui étudient la littérature moderne au Japon ont directement importé des drames modernes occidentaux dans le cadre d'un mouvement national et ont essayé des pièces réalistes. Un exemple en est le mouvement de pèlerinage étudiant, comme Dongwoohoe, Hyeongseolhoe et Galdophoe au début des années 1920.
Ils ont utilisé leurs vacances pour travailler sur une base limitée, lorsque le cavalier était le dramaturge Kim Woo-jin. Il continua ensuite à introduire des drames occidentaux modernes, et il se suicida en 1926 après s'être livré à des activités brillantes comme l'écriture des premières œuvres expressionnistes en Corée, conduisant à l'effondrement du mouvement dramatique expérimental en Corée. Cependant, malgré ces revers, des troupes de théâtre conscientes telles que Towolhoe (fondée en juillet 1927) sont nées, et l'industrie théâtrale des années 1920 était encore vivante. De plus, Park Seung-hui et Yi Seo-gu sont revenus d'études de littérature et de théâtre à Tokyo et se sont lancés dans le théâtre réaliste à travers Towolhoe. Ses pièces étaient beaucoup plus avancées que le drame traditionnel, y compris des décors et des acteurs réalistes.
Progressivement, des pièces de théâtre créatives ont été mises en scène et puis, des dramaturges purs sont nés. On peut dire que la formation des acteurs de Hyeon-cheol a joué un rôle dans l'arrière-plan de cette pièce de Towolhoe. En d'autres termes, la Joseon Actor's School, qui a été fondée en 1924, a créé plusieurs acteurs. Mais le Towolhoe s'est rapidement transformé en une pièce de théâtre commerciale, et était plus un mouvement romantique que réalisme. Cependant, il a décliné à la fin des années 1920 et la Société de Recherche du Théatre et des Arts, formée en 1931, a rapidement vu le jour. Douze jeunes artistes littéraires issus de cercles étrangers, dont Yoo Chi-jin, Seo Hang-seok et Lee Heon-gu, ont formé une compagnie de théâtre avec pour devise d'établir un nouveau type de théâtre incorporant le drame occidental moderne. L'Institut des arts du théâtre, qui a créé un véritable théâtre contemporain entre la compagnie de théâtre Sinpa et la compagnie de théâtre prolétarienne ressuscitée, se consacre à la purification de la culture théâtrale et du théâtre commercial, à l'éducation du public et aux performances traditionnelles et contemporaines. C'était aussi la Drama Research Institute qui a formé des dramaturges professionnels tels que Yu Chi-jin, Kim Jin-su, Lee Kwang-rae et Ham Se-deok. Cependant, ces groupes de recherche sur les arts dramatiques ont également été dissous en 1939 en raison de l'oppression japonaise. C'est à cette époque que de nombreux dramaturges occidentaux célèbres ont été introduits et que des œuvres dépassant le cadre du théâtre commercial sont nées.
Il est courant d'utiliser l'expression Vao Nai avant un spectacle, qui se traduit vaguement par « Bénédiction du père », bien qu'elle soit familièrement traduite par « Bénédictions de papa ». Cette phrase fonctionne de la même manière que « Bonne chance ! »